# Exetastes affinis
Exetastes affinis là một loài tò vò trong họ Ichneumonidae.